# 里伊塔陨石坑
里伊塔陨石坑（Rheita）是月球正面南半球一座古老的大型撞击坑，形成于酒海纪期，以捷克天文学家及光学家安东·马里亚·施罗伊斯·德·赖塔(Anton Maria Schyrleus de Rheita)之名命名，1935年被
国际天文联合会正式接受。

## 描述

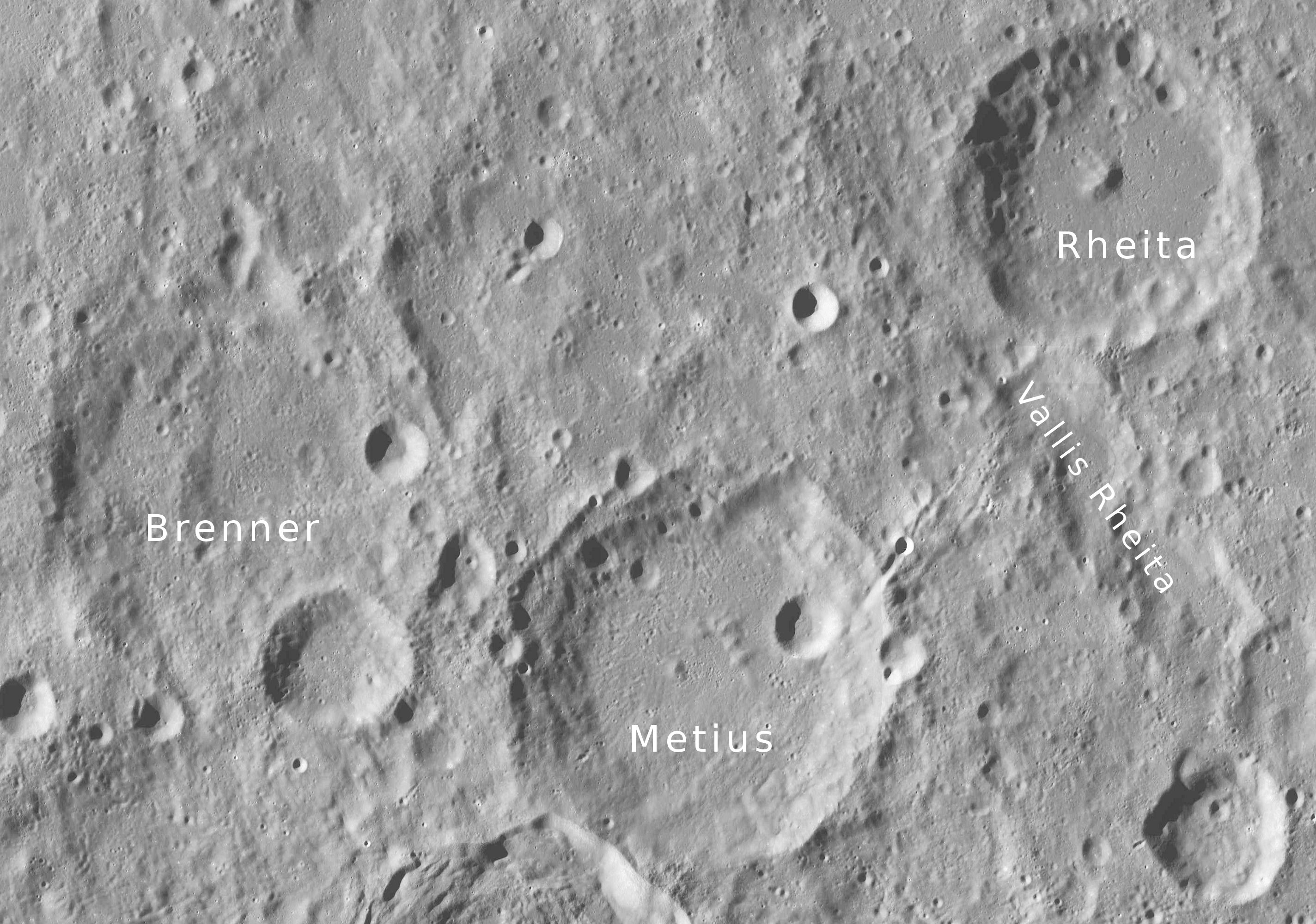
里伊塔陨石坑周边地形，月球勘测轨道飞行器拍摄。

里伊塔陨石坑西北毗邻内安德环形山、北面坐落着雷亨巴赫环形山、东北是斯蒂维纽斯环形山，东南和西南则分别为扬环形山和梅修斯环形山；紧贴陨坑西南侧延伸着呈东北-西南走向，长达200公里的里伊塔月谷。该陨坑的中心月面坐标为37°06′S 47°10′E / 37.1°S 47.17°E，直径70.8公里、深度2730米。

里伊塔陨石坑外观接近圆形，外侧边缘清晰崎曲，外侧壁侵蚀严重，坡度平缓，北部和西北侧重叠着众多大小不一的撞击坑；陨坑内壁呈阶地结构，各坡面宽度不匀，其中东部最窄。里伊塔陨石坑坑口高出周边地形1290米，内部容积约4400公里³。坑底表面相对平坦，分布有许多小陨坑，中心偏西北处坐落着一座较大的中央峰。

## 卫星陨石坑
按照惯例，最靠近里伊塔陨石坑的卫星坑在月图上以字母标注在该坑中心点的旁边。
| 里伊塔 | 纬度    | 经度    | 直径         |
| ------ | ------- | ------- | ------------ |
| A      | 38.0° S | 50.0° E | 11 公里      |
| B      | 39.1° S | 52.8° E | 21 km        |
| C      | 35.1° S | 44.2° E | 8 公里       |
| D      | 39.1° S | 50.1° E | 6 公里       |
| E      | 34.2° S | 49.1° E | 66 x 32 公里 |
| F      | 35.4° S | 48.4° E | 14 公里      |
| G      | 40.5° S | 54.3° E | 15 公里      |
| H      | 39.8° S | 51.7° E | 7 公里       |
| L      | 37.7° S | 52.9° E | 10 公里      |
| M      | 35.5° S | 50.1° E | 25 公里      |
| N      | 35.1° S | 49.5° E | 8 公里       |
| P      | 37.9° S | 44.4° E | 11 公里      |

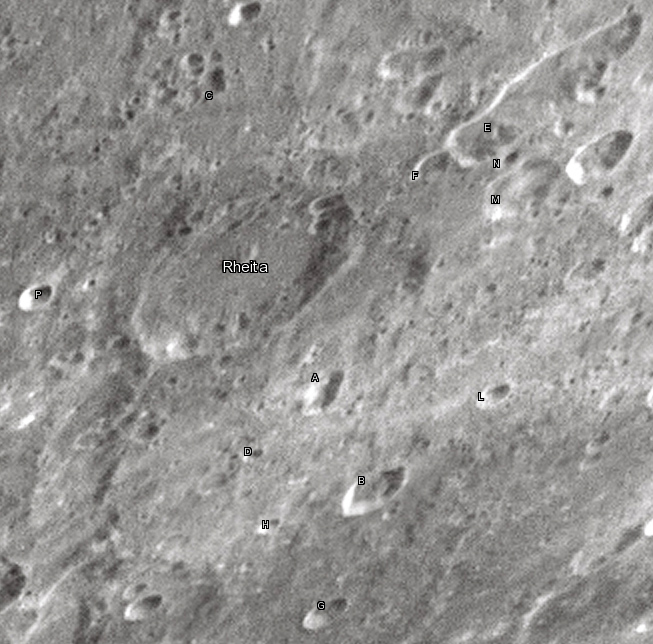
戴维·坎贝尔图片.

- 卫星坑“里伊塔 P”已被月球和行星观测协会(ALPO)列入《带有明亮射纹系统的撞击坑列表》[5]；
- 卫星坑“里伊塔 E”的中央山脉双峰高度为1000米[6]。